# País petit
País petit és una cançó del cantautor gironí Lluís Llach, i un dels seus èxits musicals. País petit és un cant d’amor a l'Empordà que molts, amb el vistiplau del cantant, han fet extensiu a Catalunya.
Es tracta d'una cançó inclosa en l'àlbum Verges 50, publicat l'any 1980, on reconeix els límits del seu país a la seva pròpia infància i el paisatge on aquesta es va desenvolupar.
Amb País petit, Lluís Llach va aconseguir en una sola cançó retre homenatge a les seves tres pàtries Verges, l'Empordà i Catalunya. La lletra de la cançó permet ser interpretada de diverses maneres, on qualsevol d'aquests indrets pot ser una terra petita dins del seu context geogràfic. Aquesta cançó és una de les més significatives i que més vegades ha format sempre part del repertori musical de Lluís Llach.